# Bernsteinpolynom
Ett Bernsteinpolynom är ett polynom och definieras som
{\displaystyle B_{k}^{n}(t)={n \choose k}t^{k}(1-t)^{n-k}}
Parametern t hålls inom intervallet [0, 1] och polynomet kommer att ha ett maximum då t = k / n.
Bernsteinpolynom används exempelvis vid konstruktion av Bezierkurvor.

## Exempel
Nedan är de första Bernsteinpolynomen:
{\displaystyle {\begin{aligned}b_{0,0}(x)&=1,\\b_{0,1}(x)&=1-x,&b_{1,1}(x)&=x\\b_{0,2}(x)&=(1-x)^{2},&b_{1,2}(x)&=2x(1-x),&b_{2,2}(x)&=x^{2}\\b_{0,3}(x)&=(1-x)^{3},&b_{1,3}(x)&=3x(1-x)^{2},&b_{2,3}(x)&=3x^{2}(1-x),&b_{3,3}(x)&=x^{3}\\b_{0,4}(x)&=(1-x)^{4},&b_{1,4}(x)&=4x(1-x)^{3},&b_{2,4}(x)&=6x^{2}(1-x)^{2},&b_{3,4}(x)&=4x^{3}(1-x),&b_{4,4}(x)&=x^{4}\end{aligned}}}
I grafen nedan är {\displaystyle B_{k}^{5}(t)} utritad för olika värden på k.

## Egenskaper
En viktig egenskap hos Bernsteinpolynomen är att
{\displaystyle \sum _{k=0}^{n}B_{k}^{n}(t)=1,}
för alla t, vilket gör att man kan addera punkter med hjälp av Bernsteinpolynom.
Bernsteinpolynomen har följande derivata:
{\displaystyle {\frac {d}{dt}}B_{k}^{n}(t)=n\left(B_{k-1}^{n-1}(t)-B_{k}^{n-1}(t)\right)}.